# Ridge Racer Revolution
Ridge Racer Revolution (RRR) (リッジレーサー レボリューション) est un jeu vidéo développé et édité par Namco. Il s’agit d’un jeu de course sorti sur PlayStation le 3 décembre 1995 au Japon. Il fait partie de la série Ridge Racer.

## Accueil
Ridge Racer Revolution a reçu des critiques positives. Le magazine japonais Famitsu lui a décerné la note de 39 / 40, ce qui en fait le jeu PlayStation le mieux noté par la revue, après Vagrant Story et aux côtés de Tekken 3. 
Le jeu s’est écoulé à 1,3 million d’exemplaires à travers le monde, et à 370 000 en gamme Platinum, soit un total approchant les 1,7 million.